# Villa Sant'Antonio
Villa Sant'Antonio (sardinski: Sant'Antòni) je grad i općina (comune) u pokrajini Oristanu u regiji Sardiniji, Italija. Nalazi se na nadmorskoj visini od 249 metara i ima 352 stanovnika.
 Prostire se na 19,05 km². Gustoća naseljenosti je 18 st/km².
Susjedne općine su: Albagiara, Assolo, Asuni, Mogorella, Ruinas i Senis.